# Lawrence Hargrave

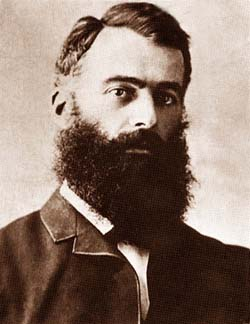
Lawrence Hargrave um 1890

Lawrence Hargrave (geboren am 29. Januar 1850 in Greenwich, England; gestorben am 14. Juli 1915 in Sydney, Australien) war ein britisch-australischer Ingenieur, Astronom, Entdecker, Erfinder und Luftfahrtpionier. Als erster Mensch Australiens hob er 1894 mit einem Flugapparat ab, der schwerer als Luft war.

## Kindheit und Entdeckerjahre
Der zweite Sohn von Ann und John Fletcher Hargrave wurde in England geboren. Sein Vater emigrierte 1857 mit zwei anderen Söhnen nach Australien, um seine Karriere als Rechtsanwalt voranzutreiben. Die restliche Familie zog nach Kent, und Lawrence wurde in ein Internat nach Nordengland geschickt. Auch für ihn war für ein Jurastudium vorgesehen und er erhielt entsprechenden Unterricht. 1865 holte ihn sein Vater zu sich nach Australien, wo er mit Zustimmung seines Vaters zu einer Australienumsegelung auf der Ellesmere aufbrach. 1867 misslang Lawrence die Aufnahmeprüfung zum Studium, und er nahm eine Lehre als Ingenieur bei der Australasian Steam Navigation Company auf. 1872 war diese abgeschlossen, und er heuerte auf verschiedenen Expeditionen nach Neuguinea und in den Golf von Papua an. Nach einem kurzen Aufenthalt in Sydney nahm er 1876 an der Expedition von Luigi Maria d’Albertis auf dem Fly teil. 1877 wurde er in die Royal Society aufgenommen. 1878 heiratete er Margaret Preston. Von 1878 bis 1883 war er beim Sydneyer Observatorium als Astronom beschäftigt und forschte gemeinsam mit Henry Chamberlain Russell.

## Erfindungen und Luftfahrt

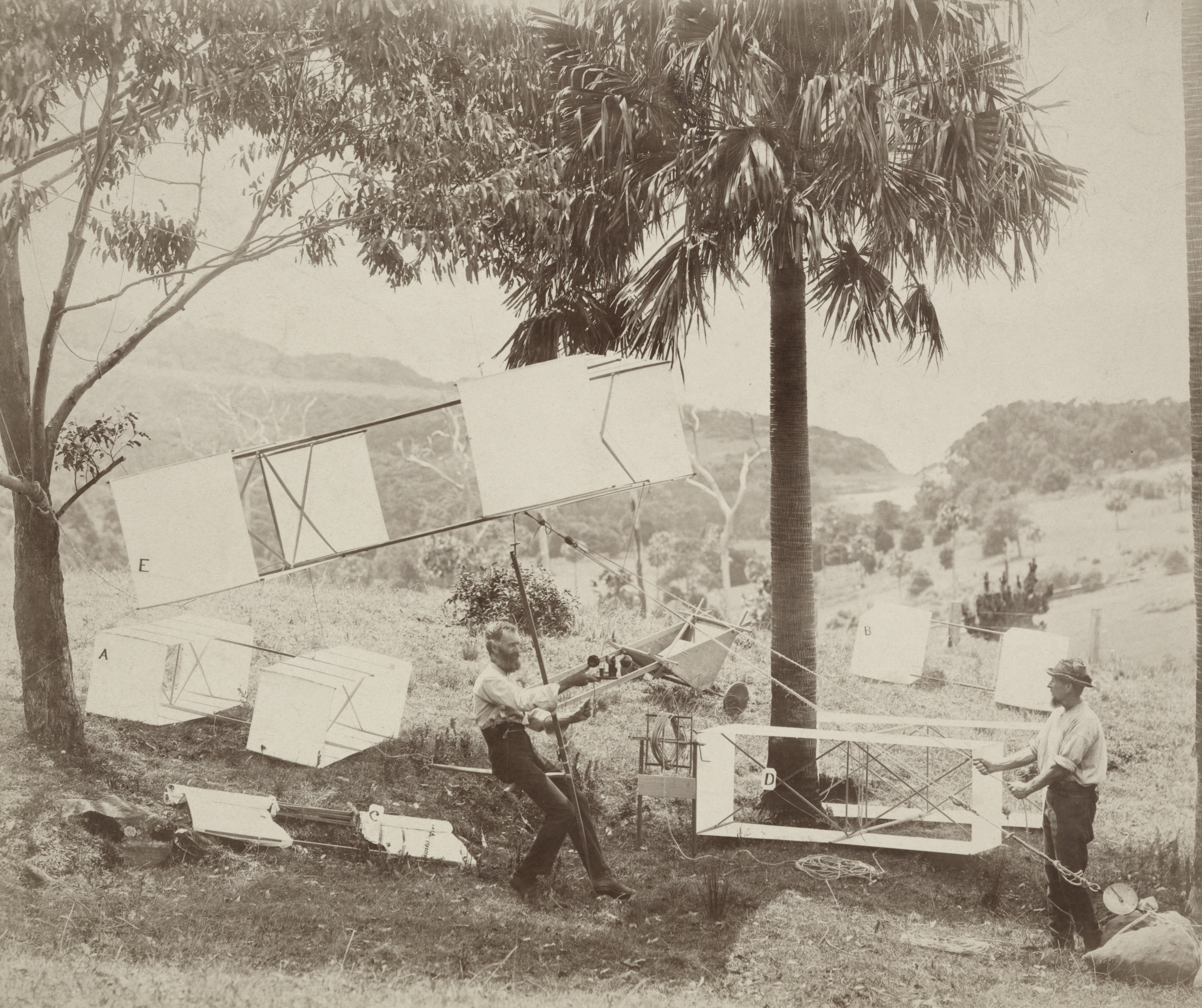
Hargrave (links) und Swain bei der Vorführung ihres Flugapparats bei Stanwell Park im November 1894

Der Wohlstand und weitläufige Landbesitz seines Vaters als Generalstaatsanwalt von New South Wales erlaubte es Hargrave, sich ab 1883 ungestört seinem Erfindungsdrang zu widmen. Er baute mechanisch betriebene Flugmodelle und konstruierte Ornithopter. Zwischen 1887 und 1889 baute er den ersten Umlaufmotor, den er in Flugzeugen einzusetzen gedachte. Das Prinzip sollte später bis zum Ersten Weltkrieg die Mehrzahl der Flugzeuge antreiben, doch Hargraves Umlaufmotoren erwiesen sich als zu ineffizient, 1892 gab er nach dem achtzehnten Versuch auf. Anschließend führte Hargrave dann wegweisende Studien zu Tragflächen und Strömungsverhalten durch, zu denen er von Octave Chanute inspiriert worden war, mit dem er korrespondierte. 1893 begann er mit der Erfindung des Kastendrachens, den er konsequent weiterentwickelte. Am 12. November 1894 führte er im Stanwell Park, welcher sehr gute Windverhältnisse bot, seinen ersten Flug durch, wobei er sich an vier Kastendrachen befestigt 5 Meter über den Boden hob. Dies bewog Abbott Lawrence Rotch dazu, erstmals meteorologische Beobachtungen mit diesem Kastendrachen durchzuführen. Der Wetterdrachen wurde zum wichtigsten Hilfsmittel beim Studium der freien Atmosphäre, bis er in den 1930er Jahren durch die Radiosonde ersetzt wurde.
Hargrave vertrat die Meinung, dass Erfindungen der Menschheit zugutekommen sollten, und trat gegen Patente ein. Er dokumentierte seine Erfindungen sorgfältig und sandte Pläne und Skizzen an befreundete Flugpioniere. Es ist allerdings unklar, wie sehr seine Kollegen durch sein Werk beeinflusst wurden. In Australien erhielt er für seine Erfindungen nur wenig Anerkennung, was ihn zunehmend verbitterte. Die Bemühungen von Flugpionieren in Amerika beflügelten seinen Erfinderwillen 1903 noch einmal, doch seine beschränkten finanziellen Rücklagen sowie seine Gesundheit ließen größere Anstrengungen nicht mehr zu. Seine Modelle bot er seit 1900 weltweit an, doch er erhielt nur wenige Antworten. 1909 fanden über hundert Modelle ins Deutsche Museum in München. In diesem Jahr wurde Hargrave auch zum Vizepräsidenten der Aerial League von Australien gewählt, und er  korrespondierte mit dem Erfinder und Unternehmer George Augustine Taylor, der einen Gleitflieger präsentiert hatte.
1914 gab er aus Protest gegen den Ersten Weltkrieg seine aus Bayern stammenden Auszeichnungen zurück, die ihm für seine Pioniertaten verliehen worden waren. Nach einer Blinddarmoperation starb Hargrave im Juli 1915 an einer Bauchfellentzündung.
Hargrave zeugte mit seiner Frau insgesamt sieben Kinder, von denen ein Junge und vier Mädchen die frühe Kindheit überlebten. Sein Sohn starb kurz vor seinem Vater im Mai 1915 in der Schlacht von Gallipoli. Nach seinem Tod verkaufte seine Frau Ann seinen Grundbesitz und zog mit ihren Töchtern nach England.

## Würdigungen
25 Flugapparate Hargraves gab das Deutsche Museum nach dem Zweiten Weltkrieg nach Australien zurück, der Rest war bei Bombenangriffen zerstört worden.
Hargraves Porträt zierte zwischen 1966 und 1992 die Australische 20-Dollar-Note.
Herbert Flugelman widmete ihm eine geflügelte Skulptur, die auf einer Erinnerungsstätte auf dem Mount Keira bei Wollongong steht.
Durch den Stanwell Park, Hargraves Experimentiergebiet, führt heute eine Küstenstraße mit seinem Namen, an der sich auch eine Gedenkstätte befindet, das Lawrence Hargrave Memorial.
Am 1. Mai 2003 wurde der 1977 entdeckte Asteroid (11777) Hargrave nach ihm benannt. Bereits seit 1960 ist er Namensgeber für den Hargrave Hill, einen Hügel in der Antarktis.